# Vedute di Roma da Villa Malta sul Pincio
Per Vedute di Roma da Villa Malta sul Pincio s'intende una serie di quattro grandi vedute, dipinte a tempera su tela e commissionate a Johann Christian Reinhart da Luigi I di Baviera che, nel 1827, aveva acquistato la Villa Malta a Roma e l'aveva destinata a sua residenza in città e a cenacolo per pittori tedeschi del Grand Tour.

## Storia e descrizione
Dal terrazzo e dalla torre della Villa, edificata sulla cima della collina del Pincio, si godeva uno straordinario panorama sulla città. Nel 1829 il re Luigi I di Baviera (salito al trono nel 1825, alla morte del padre) chiese a Johann Christian Reinhart quattro grandi panorami - da realizzare a tempera, su tela - ripresi dalla stanza in cima alla torre. Oggi questa torre non esiste più, ma una volta era nota come un punto dal quale si godeva uno straordinario panorama su Roma.
Questa tipologia di vedute, perfettamente somiglianti al vero, era allora poco considerata perché non soddisfaceva la creatività d'un artista: era infatti una veduta che imponeva esattezza topografica e non consentiva alcuna alterazione della realtà; tuttavia, nel corso di un anno, il pittore completò il primo dei quattro dipinti e gli altri tre, dopo varie interruzioni, furono da lui consegnati nel 1835. Le quattro vedute risultarono d'una luminosità tersa e cristallina: l'orizzonte basso del cielo aveva dilatato gli spazi laterali; per il loro disegno tuttavia, le vedute non erano in perfetta successioneː tra una e l'atra si avvertiva un distacco, perché erano state riprese da quattro diverse finestre e non da uno spazio aperto a 360°. Per accentuare il realismo delle vedute, Reinhart aveva inserito figure alla finestra o in giardino o sul terrazzo, pennacchi di fumo bianco che esce dai comignoli, perfino il muschio sulle tegole. Villa Malta al Pincio, residenza romana del re di Baviera, era anche sede del cenacolo degli artisti tedeschi che vi ricevevano ospitalità, coltivavano legami di amicizia e, grazie al mecenatismo del re Luigi I, trovavano occasioni di lavoro.
Nel 1836 le quattro vedute arrivarono a Monaco di Baviera. Per l'installazione, secondo il progetto originale era previsto uno spazio circolare, nel complesso Königsbau della residenza reale che era allora in costruzione. I quattro dipinti dovevano essere posizionati in modo da ricostruire un'unica veduta di Roma e dando l'impressione di affacciarsi alle quattro aperture dal torrino di Villa Malta e gettare uno sguardo, a volo d'uccello, sulla tutta città, così com'era intorno all'anno 1830. I quattro disegni preparatori - della grandezza di un terzo, rispetto ad ogni veduta definitiva - furono distrutti per cause belliche.
Villa Malta fu poi acquistata da un possidente russo, che ne trasformò il giardino in un parco ricco di fiori e che la chiamò Villa delle Rose. Passò quindi ai Gesuiti e oggi ospita la rivista storica La Civiltà Cattolica, con archivio e biblioteca.
Una mostra delle quattro vedute si è svolta ad Amburgo (ottobre 2012-gennaio 2013) e a Monaco (febbraio-maggio 2013).

## Vedute di Roma di Johann Christian Reinhart
| Immagine | Titolo                 | Soggetto | N. inventario data |  |
| -------- | ---------------------- | --- | ------------------ |  |
|          | Veduta di Roma (Nord)  | Giardini di Villa Malta; a destra, dietro il muro, la Villa Ludovisi; la campagna romana e, in lontananza, il Monte Soratte | WAF 814, anno 1835 |  |
|          | Veduta di Roma (Est)   | Il vicino convento di Sant'Isidoro; più lontano, sulla destra, Terme di Diocleziano con la Basilica di Santa Maria degli Angeli e un'ala di Palazzo Barberini                                                                            | WAF 812, anno 1831 |  |
|          | Veduta di Roma (Sud)   | Giardino di villa Malta, poi il Palazzo del Quirinale; a sinistra Basilica di Santa Maria Maggiore, a destra, il Basilica di San Giovanni in Laterano, il Campidoglio, la Chiesa di Sant'Andrea delle Fratte e la Chiesa di Sant'Ignazio | WAF 811, anno 1834 |  |
|          | Veduta di Roma (Ovest) | Chiesa della Trinità dei Monti, Vaticano, chiesa di San Carlo al Corso, Castel Sant'Angelo | WAF 813, anno 1835 |  |